# Mélitte à feuilles de mélisse
Melittis melissophyllum
Genre
Espèce
La mélitte à feuilles de mélisse (Melittis melissophyllum) est une espèce de plantes à fleurs de la famille des Lamiacées. C'est une plante herbacée vivace originaire d'Europe. C'est la seule espèce du genre Melittis.

## Description
C'est une plante vivace, haute de 25 à 75 centimètres, velue.
Les organes reproducteurs sont contenus dans de grandes fleurs (35 - 45 mm) blanches et/ou roses qui apparaissent de juin à août en glomérules. Ce sont des fleurs hermaphrodites à maturation protandre. La pollinisation est entomogame. Le fruit est un akène à dissémination barochore.

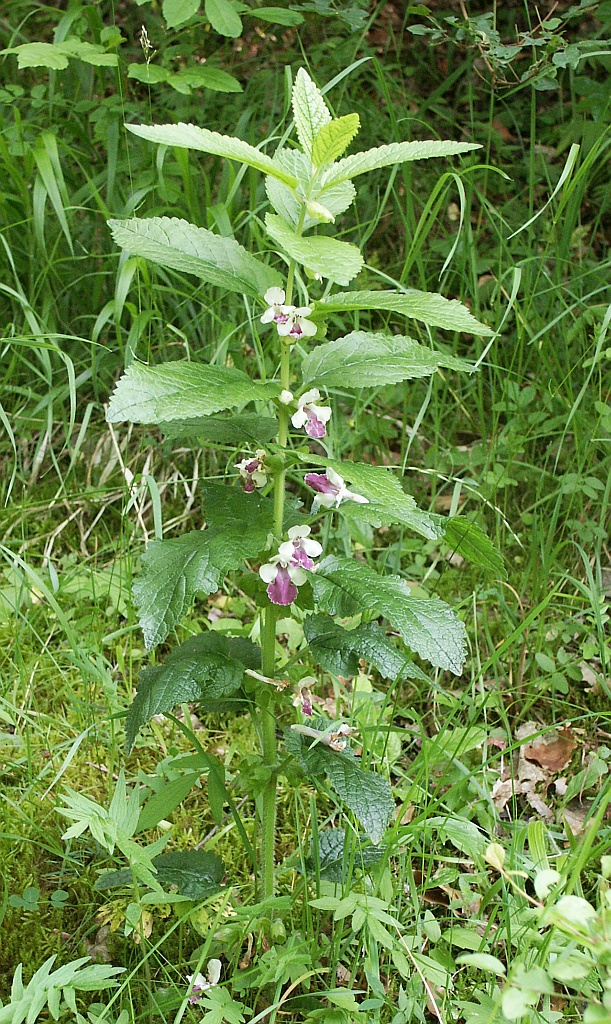
Aspect général.
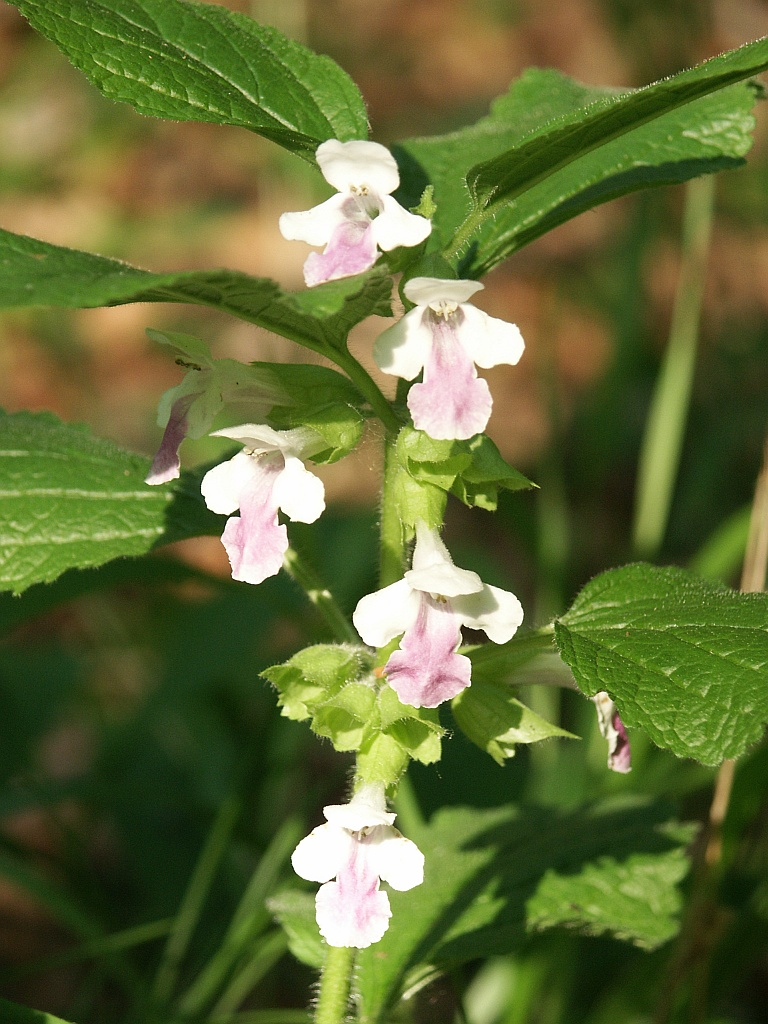
Détail de fleurs blanches et roses et des feuilles.
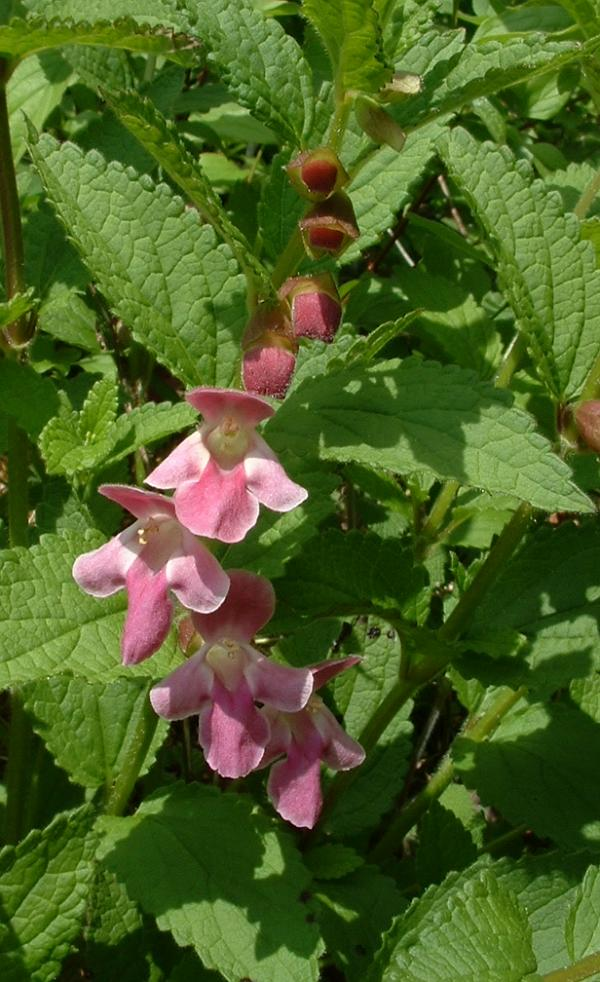
Fleurs roses et feuilles.

## Habitat et répartition
L'habitat type est les ourlets basophiles médioeuropéens (Europe méridionale).

## Liste des sous-espèces
Selon The Plant List (11 avril 2014) :
- Melittis melissophyllum subsp. albida (Guss.) P.W.Ball
- Melittis melissophyllum subsp. carpatica (Klokov) P.W.Ball
- Melittis melissophyllum subsp. melissophyllum

### Pour l'espèce
- (en) JSTOR Plants : Melittis melissophyllum  (consulté le 11 avril 2014)
- (fr) Belles fleurs de France : Melittis melissophyllum (consulté le 11 avril 2014)
- (en) NCBI : Melittis melissophyllum (taxons inclus) (consulté le 11 avril 2014)
- (en) The Plant List : Melittis melissophyllum L.  (source : KewGarden WCSP) (consulté le 11 avril 2014)
- (en) Tropicos : Melittis melissophyllum L.  (+ liste sous-taxons) (consulté le 11 avril 2014)
- (fr) Tela Botanica (France métro) : Melittis melissophyllum L.
- (fr) INPN : Melittis melissophyllum L., 1753 (TAXREF)

### Pour le genre
- (en) GRIN : genre Melittis  L. (+liste d'espèces contenant des synonymes) (consulté le 11 avril 2014)
- (en) NCBI : Melittis (taxons inclus) (consulté le 11 avril 2014)
- (fr) Tela Botanica (France métro) : Melittis L. (consulté le 15 juillet 2015)
- (en) Tropicos : Melittis L.  (+ liste sous-taxons) (consulté le 11 avril 2014)